# Ла Гранд (река)
Ла Гранд (Биг Ривър, Форт Джордж) (на английски: La Grande River; на френски: La Grande Rivière; на езика на индианците кри Чисасиби) е река в източната част на Канада, централната част на провинции Квебек, вливаща се от изток в залива Джеймс, южната част на Хъдсъновия залив. Дължината ѝ от 893 км ѝ отрежда 21-во място в Канада.

## Географска характеристика

### Извор, течение, устие
Река Ла Гранд изтича от северната част на езерото Ничикун (530 м н.в.) и в началото тече в северна посока. След като премине през няколко десетки проточни езера завива на запад, навлиза в поредица от пет язовира, изградени по проекта „Бе Жамс“ и се влива чрез делта в североизточната част на залива Джеймс, южната част на Хъдсъновия залив при селището Форт Джордж.

### Водосборен басейн, хидроенергийни съоръжения, притоци
Площта на водосборния басейн на реката е 97 600 km2, като на север граничи с водосборния басейн на река Гранд Бален, на юг – с водосборния басейн на река Истмейн (двете вливащи се също в залива Джеймс), а на изток – с водосборния басейн на река Коксоак, вливаща се в залива Унгава.
От 1970 до 1996 г., независимо от протестите на местното индианско население по Ла Гранд се изгражда каскада от пет преградни стени, по десния ѝ приток река Лафорж – 2 стени и по левия ѝ приток река Саками – една стена. По този начин нивото на реката и нейните притоци се повишава значително и към водосборния ѝ басейн се включват още около 80 000 km2 площ от басейните на съседните реки Истмейн на юг и Каниаписко (от басейна на река Коксоак) на североизток. Цялата площ на водосборния басейн на Ла Гранд става около 177 000 km2, което представлява около 12% от площта на провинция Квебек.
Осемте язовирни стени в басейна на река Ла Гранд са следните:
Ла Гранд 1 – 1436 MW (построена 1995 г.);
Робер-Бураса – 5616 MW (построена 1991 г.);
Ла Гранд 2А – 2106 MW (построена 1992 г.);
Ла Гранд 3 – 2418 MW (построена 1984 г.);
Ла Гранд 4 – 2779 MW (построена 1986 г.);
Лафорж 1 – 878 MW (построена 1994 г.);
Лафорж 2 – 319 MW (построена 1996 г.);
Брисей – 469 MW (построена 1993 г.);
В река Ла Гранд се вливат три по-големи реки: отляво – Саками; отдясно – Лафорж и Канаопскоу.

### Хидроложки показатели
Многогодишният среден дебит в устието на Ла Гранд е 1690 m3/s. Максималният отток на реката е през юни и юли – 4450 m3/s, а минималния през февруари-март – 345 m3/s. Снежно-дъждовно подхранване. От ноември до края на април-началото на май реката замръзва.

## Селища
По течението на реката има три малки населени места:
- Форт Джордж – в устието на реката;
- Чисасиби – на 9 км от Форт Джордж нагоре по течението на реката;
- Радисън – в близост да преградната стена на язовира Робер Бораса (350 души).

## Откриване и изследване на реката
През 1803 г. Компанията „Хъдсън Бей“, търгуваща с ценни животински кожи основава в устието на реката търговско селище (фактория) Форт Джордж. В началото на 20 век на 9 км нагоре по реката е основано ново модерно градче – Чисасиби, по името на индианското название на реката, а старото постепенно се изоставя.
Първото пълно и точно геодезическо заснемане и картиране на реката е извършено през 1880-те години от канадския геолог Албърт Питър Лоу.